# New Oxford American Dictionary
El New Oxford American Dictionary (NOAD) es un diccionario en un volumen único de inglés estadounidense, compilado a su vez por editores estadounidenses para la editorial Oxford University Press. 
El NOAD está basado en el New Oxford Dictionary of English (NODE), publicado en el Reino Unido en 1998, aunque la versión estadounidense es algo condensada, con entradas adicionales e incluye ilustraciones. El diccionario se basa en un análisis lingüístico de corpus realizado por Oxford sobre una base de datos de 200 millones de palabras del inglés estadounidense contemporáneo. 
NOAD incluye un diacritical respelling scheme, es decir, una notación que permite transmitir la pronunciación de ciertas palabras del idioma inglés que no tienen una ortografía fonémica, o sea que la ortografía no indica la pronunciación de una manera confiable, a diferencia del sistema IPA fonémico de Gimson que se utiliza en el NODE (británico). 

## Ediciones

### Primera edición
Publicada en septiembre de 2001, la primera edición fue editada por Elizabeth J. Jewell y Frank Abate. 

### Segunda edición
Publicado en mayo de 2005, la segunda edición fue editada por Erin McKean. La edición agregó casi 3000 palabras, sentidos y frases nuevas. Era de gran formato, con 2096 páginas, tenía un tamaño de 20,32 cm por 27,94 cm, e incluía un CD-ROM, con el texto completo del diccionario para dispositivos Palm OS . 

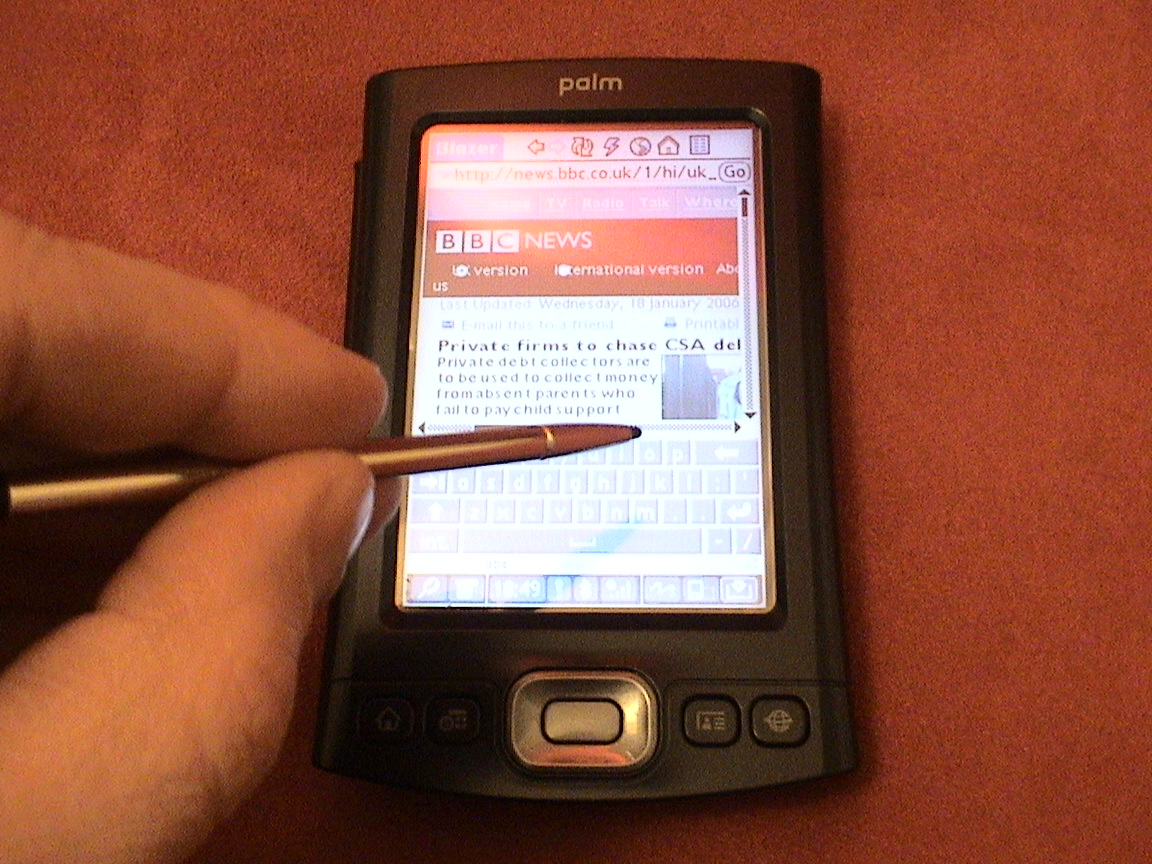
Un dispositivo Palm OS

Desde 2005, el sistema operativo Mac OS X de Apple viene con una aplicación de diccionario y un widget que acredita como fuente los «Oxford American Dictionaries» y contiene el texto completo de NOAD2. Por su parte, el dispositivo de lectura Amazon Kindle también usa NOAD como su diccionario integrado, junto con una opción para el Oxford Dictionary of English (británico).  
La editorial Oxford University Press publicó el NOAD2 en formato electrónico en 2006 en su respectiva página web, y en 2010, junto con el Oxford Dictionary of English (británico), como parte de su oferta más amplia de Oxford Dictionaries Online.

### Tercera edición
Publicado en agosto de 2010, la tercera edición fue editada por Angus Stevenson y Christine A. Lindberg. Esta edición incluye más de 2000 palabras, sentidos y frases nuevos, y 1225 ilustraciones; cientos de notas explicativas nuevas y revisadas, el nuevo uso de gráficos de funciones de «Word Trends» (en español: tendencias de palabras) para palabras y frases que están cambiando rápidamente. 

## Entrada ficticia
El diccionario incluye una entrada para la palabra «esquivalience», que define como «la evasión voluntaria de las responsabilidades oficiales de uno». Esta es una entrada ficticia, destinada a proteger los derechos de autor de la publicación. La entrada fue inventada por Christine Lindberg, una de las editoras del NOAD.
Con la publicación de la segunda edición, ya circuló un rumor de que el diccionario contenía otra entrada ficticia en la letra «e». El editor colaborador de The New Yorker Henry Alford revisó la sección y discutió varias entradas inusuales que encontró en el diccionario, con un grupo de lexicógrafos estadounidenses. La mayoría solo encontró que «esquivalience» era la candidata más probable, y cuando el editor se acercó a la editora en jefe de NOAD, Erin McKean, ella confirmó que esa era la entrada falsa, que había estado presente desde la primera edición, para proteger los derechos de autor de la edición en CD-ROM. De la palabra simplemente dijo que «su falsedad inherente resulta bastante obvia».
La entrada falsa aparentemente hizo caer en la trampa a dictionary.com, el cual incluyó una entrada a la palabra, que más tarde fue eliminada, que atribuyó al Webster's New Millennium Dictionary, ambos propiedad de la empresa privada Léxico. Por su parte, posiblemente debido a su licencia de los diccionarios de Oxford, Google Dictionary incluye la palabra, enumerando tres significados y dando incluso ejemplos de su uso.

## Otros diccionarios Oxford
- Diccionario americano de Oxford (OAD)
- Diccionario de inglés de Oxford (OED)
- Breve diccionario de inglés Oxford (SOED)
- Diccionario Oxford de Inglés (ODE)
- Diccionario de inglés Oxford conciso (COED)
- Diccionario Oxford de Australia ( AOD )
- Diccionario Oxford canadiense (CanOD)
- Diccionario de aprendizaje avanzado de Oxford (OALD)